# Оскар Вајлд
Оскар Вајлд (енгл. Oscar Wilde), рођен у Даблину, 16. октобра 1854. као Фингал О'Флаетри Вилис (енгл. Fingal O'Flahertie Wills), био je ирски књижевник. Рођен је две године након свог старијег брата Вилијама, а умро је у Паризу, 30. новембра 1900. Похађао је „Тринити колеџ” у Даблину од 1871. до 1874. године. Добио је стипендију за „Магдален колеџ” у Оксфорду, који је почео да похађа 1875. године.
Највећи утицај на Оскара Вајлда као уметника у то време су имали Свинберн, Волтер Пејтер, и Џон Раскин. На Оксфорду је због свог ексцентричног понашања имао проблема са професорима.
Током 1875/1876. године Вајлд је објавио поезију у неколико књижевних часописа. Године 1876. поново се нашао у Ирској због смрти оца. Касније је наставио са објављивањем поезије и 1878. је добио Награду за енглеску књижевност. Напустио је Оксфорд и отишао је у Лондон, где је полако стекао популарност међу књижевницима. Стекавши популарност као књижевник и естета, 1882. године је отишао да предаје у Америци. После повратка из Америке живео је неколико месеци у Паризу. Године 1884, се оженио са Констанс Лојд у Лондону и добио синове Сирила и Вивијана. Током тих година, Вајлд је радио као новинар, а поред тога је и даље писао поезију и драме.
Године 1890, објавио је своје најчувеније дело, роман Слика Доријана Греја. У то време је Вајлд доживео највећу славу.
У лето 1891. године упознао је лорда Алфреда Дагласа, с којим започиње љубавну аферу и спознаје своју хомосексуалност. У то време постаје алкохоличар, а његова слава почиње полако да се гаси. 1895. године је осуђен на две године принудног рада због „наказног понашања”. После повратка из затвора, сели се у Париз, где је умро 30. новембра 1900. године, напуштен од свих.

## Занимљивости из живота
Оскар Вајлд је шокирао Лондон својим талентом. Када га је на премијери једне његове драме публика огромним аплаузом измамила на бину, изашао је пушећи цигарету, што је у то време било дрско понашање. Затим је захвалио публици на „интелигентном пријему ове предивне драме, видим да вам се свидела скоро колико и мени”.
Скромност му није била врлина, што је потврдио изјавом: „На путовања увек носим свој дневник. У возу ми је потребно сензационално штиво”. Када се 3. јануара 1882. године искрцао у Америку, на царини је театрално изјавио: „Немам ништа да пријавим осим свог генија”. „Волим Лондон!”, рекао је једном, „Компонован је од дивних идиота и бриљантних лудака, баш онако како друштво треба да изгледа”.
Верујући да ништа није тако успешно као претеривање, био је склон уживањима у јелу и пићу, новцу, забавама. Сатима је могао да забавља публику смишљајући приче „у лету”, веселе природе, забаван, духовит, дечачког духа. „Желим да пробам све плодове из светске баште!”, изјавио је надахнуто, не знајући да ће му та жеља доћи главе. Наиме, отишло је предалеко онда када је четрдесетогодишњи Оскар Вајлд, срећно ожењен и отац два сина, спознао своју хомосексуалност захваљујући седамнаестогодишњем заводнику Робију Росу. Рос је до краја остао његов највернији пријатељ, али не највећа љубав.
„Једна од највећих романси викторијанског доба била је љубавна веза између Оскара Вајлда и младог лорда Алфреда Дагласа, званог Боузи. Боузи је најпре био очаран романом Слика Доријана Греја. Двоструко млађи од Вајлда, декадентни лорд анђеоског лица, завео је писца и постао његова највећа љубав и узрок његове пропасти. Боузијев отац, маркиз од Квинсберија, ауторитаран и утицајан, решио је да уништи Вајлда, подигавши тужбу против њега. Иако је млади лорд био већа опасност од Вајлда него обратно. Вајлду је судија због „наказног понашања” изрекао најгору могућу казну – двогодишњи принудни рад. Боузи је Вајлда увукао у круг младе ескорт господе, са којима ce састајао с времена на време, a које је Боузијев отац касније потплатио да сведоче на суду о Вајлдовом понашању. Затворен је 25. маја 1895, a пуштен 18. маја 1897. године. Викторијански Лондон је тада окренуо леђа Оскару Вајлду, лорду речи, дотадашњем најомиљенијем житељу. Од најпознатијег викторијанског писца постао је најпознатији викторијански криминалац. Његова породица је после судског скандала емигрирала у Швајцарску, променивши презиме у Холанд. Жена га је једном посетила у затвору.
„Ја сам Ирац по рођењу, Енглез по одгоју, осуђен да користим језик Шекспира”. Заљубљен у живот и вечити оптимиста, до своје 40. године није провео ни један дан несрећно. Говорио је да се људи процењују по свом изгледу, у зрелим годинама изгледао је као дечак. У Паризу не само да се облачио по париској моди, него је и своје дугачке неговане праменове косе уковрџавао. Коврџе му је и мама неговала у детињству. Игноришући чињеницу да је Оскар дечак, облачила га је у чипке и одгајала као девојчицу све до девете године. Можда би и наставила с тим, али је Оскар био веома крупан за свој узраст, а у међувремену је добио и сестру. За млађу сестру је био емотивно везан много више него за старијег брата. Сестра му је умрла још као девојчица, а Оскар је чувао њен увојак косе целог живота у кутијици.
Оскаров отац је био лекар и археолог, веома успешан у свему чиме се бавио. За разлику од свог сина, хоби су му биле жене, па је поред законите деце имао још неколико незаконитих. Никад потпуно пијан, ретко сасвим трезан, важио је за најпрљавијег Даблинца. Оскарова мајка је била неуротични националиста, причљива, а њен хоби је било објављивање родољубиве поезије под псеудонимом „Сперанца”. Увек је лагала да је пет година млађа. Један Вајлдов биограф је приметио: „Јадно дете из оваквог брака”.
Као младић је рекао: „Потпуно сам сигуран да ћу бити славан, или бар озлоглашен”. Био је у кратком периоду и једно и друго. Прва година затвора га је уништила је и духовно и телесно. У Лондону га одједном нико више није спомињао. То га је духовно убијало: „Само је једна ствар гора од тога да сви о теби причају, а то је – да престану!”. Тешки услови живота у затвору уништили су му здравље. После затвора живео је само још три године, углавном у сиромаштву и избегаван, објављујући новинске чланке под псеудонимом „Себастијан Мелмут” у Паризу. Није одолео још једном сусрету са Боузијем, али њихов заједнички живот у Француској трајао је веома кратко. Умро је од менингитиса, без новца, без публике, без гламура. У похабаној париској хотелској соби мрзео је тапете на зиду, а на самрти је рекао: „Једно од нас ће морати да оде”.

## Заточеништво
Оскар Вајлд је затворен 25. маја 1895. и пуштен је 18. маја 1897. године. Прво је боравио у Њугејт затвору, потом у Вандсворт затвору у Лондону.

## Сећање на писца
Стогодишњица смрти славног дендија била је обележена истовремено у Паризу, Лондону и Даблину. Амбасадори Ирске и Уједињеног Краљевства дигли су у Паризу чаше са скупоценим шампањцем у част генија, а католички свештеник је одржао дирљиви говор о некад изгубљеном сину који је поново нађен.
У Лондону је лорд Даглас, унук Вајлдовог најпознатијег љубавника Боузија, свирао полку на клавиру за председницу Ирске Мери Мекалис. Ирска председница је свечано отворила лондонску изложбу о Оскару Вајлду у Британској библиотеци. Трошкове око Вајлдове изложбе у Лондону покрила је комапнија Taitinger која производи шампањац. У Даблину је комеморација прошла најскромније – окупљањем неколико десетина љубитеља испред Вајлдове родне куће, где је данас прометна станица метроа.
Интересантно је да су и Даблин и Лондон тек недавно подигли споменик Оскару Вајлду. У Лондону је споменик 1998. године поносно открио британски секретар за културу Крис Смит, иначе отворени хомосексуалац. Он је захвалио Вајлду што је дао свој живот да би данас заживело друштво које толерише различитости. На споменику су уклесане Вајлдове речи: „Сви смо ми у провалији, само неки гледају у правцу звезда”. У Даблину је Вајлдов споменик познат по скупоценом жаду од којег је вајар направио Оскаров капут. Мермерни Оскар Вајлд лежерно се наслонио на камен у Мерион парку, гледајући преко дрвећа у своју кућу у којој је провео најсрећније године детињства. Једна половина његовог лица изражава осмех, а друга бол.

### Приче
- Срећни принц (1888)
- Себични џин (1888)
- Одани пријатељ (1888)
- Необична ракета (1888)
- Злочин лорда Артура Севила (1891)
- Дух из Кентервила (1891)
- Млади Краљ (1891)
- Рибар и његова душа (1891)
- Звездани дечак (1891)

### Поеме у прози
- Уметник (1894)
- Следбеник (1894)
- Господар (1894)
- Учитељ мудрости (1894)

### Роман
- Слика Доријана Греја (1891)

### Драме
- Вера или Нихилисти (1880)
- Војвоткиња од Падове (1883)
- Салома (1894)
- Лепеза госпође Виндермер (1893)
- Жена без значаја (1894)
- Идеални муж (1899)
- Важно је звати се Ернест (1899)
- Флорентинска трагедија